# Podangis dactyloceras
Podangis es un género monotípico de orquídeas de hábitos epífitas. Su única  especie: Podangis dactyloceras Rchb.f. Schltr. 1918, es originaria del oeste de África tropical.

## Descripción
Es una orquídea de pequeño tamaño, que prefiere el clima cálido, es epífita, ocasionalmente litófita con un tallo corto rodeado completamente por las bases de las hojas, estas son  4 a 8 hojas dísticas, falcadas, bilateralmente comprimidas, agudas y carnosas. Florece en una o dos inflorescencias  axilares de 5 cm de largo, con 5 a 20 flores, las inflorescencias que son más cortas que las hojas, abren todas las flores al mismo tiempo. La floración se produce en la primavera hasta el otoño.

## Distribución y hábitat
Podangis es un género monotípico del África Occidental que se distribuye a través de Angola, Camerún, Ghana, Guinea, Costa de Marfil, Nigeria, Sierra Leona, Tanzania, Uganda y Zaire, donde se encuentra en las selvas húmedas desde 750 hasta 1950 metros.

## Taxonomía
Podangis dactyloceras fue descrita por Rchb.f. Schltr. y publicado en Beihefte zum Botanischen Centralblatt 36: 82. 1918.
Sinonimia
- Listrostachys dactyloceras Rchb.f., Flora 48: 190 (1865).
- Angorchis dactyloceras (Rchb.f.) Kuntze, Revis. Gen. Pl. 2: 651 (1891).
- Listrostachys forcipata Kraenzl., Bot. Jahrb. Syst. 19: 254 (1894).
- Angraecum forcipatum (Kraenzl.) Engl. in H.G.A.Engler & O.Drude, Veg. Erde 9(II): 420 (1908).
- Listrostachys saxicola Kraenzl., Bot. Jahrb. Syst. 48: 399 (1912).[3]